# Javni brod
Javni brod je brod, osim ratnog broda, namijenjen i opremljen za obavljanje djelatnosti općeg interesa države čiji je vlasnik, odnosno brodar država ili neko drugo tijelo ovlašteno od države (npr. policijski brod, brod lučke kapetanije i sl.) i koji služi isključivo u negospodarske svrhe.